# Praça do Comércio
A Praça do Comércio (Kereskedők tere) Lisszabon talán leghíresebb, legismertebb tere, ahol egykor a tengeren érkező méltóságokat fogadták.
Egyik oldala a Tajo-part, és ez tette lehetővé, hogy az Atlanti-óceán felől érkező hajók fontos utasait a belvárosban fogadják. Az 1755-ös földrengés előtt Terreiro do Paço (Királyi udvar) volt a neve, a palota a tér nyugati oldalát foglalta el a 16. századtól, amikor I. Mánuel portugál király a városba költöztette udvarát a Szent György-erődből. 1580-ban I. Fülöp király utasítást adott egy új tér kialakítására, amelynek megtervezésére Filippo Terzi és az San Lorenzo de El Escorial-i királyi kolostor építésze, Juan Herrera kapott megbízást.
A földrengés mindent megsemmisített. Mai nevét a Sebastião José de Carvalho e Melo, Pombal őrgrófja, a király főminisztere nevéhez köthető időszakban (1750-1777) kapta, annak eredményeként, hogy a kereskedők, a pénzügyi szolgáltatók és az egész a polgárosztály sokat tett Lisszabon újjáépítéséért. A téren álló szobor az időszak királyának, I. Józsefnek állít emléket: az uralkodó lova hátán látható; a művet Machado de Castro készítette. 1775. június 6-án, a király születésnapján leplezték le. Az uralkodó diszkréten egy ablak mögül nézte az eseményt a vámházból. Az ünnepség három napon át tartott, és rendeztek egy bankettet, amelyre a város valamennyi polgára hivatalos volt.
A szobor alapjának folyó felé eső oldalán áll Pombal szobra, amelyet egy időre eltávolítottak, amikor politikájának megítélése romlott, de 1834-ben a liberálisok visszahelyezték. Az egyik oldal figurái és a ló a Dicsőséget, a másik oldalé az elefánttal a Hírnevet ábrázolják. Utóbbi könnyen értelmezhető utalás Portugália gyarmatbirodalmára. A város felőli oldalon a Lisszabon újjáépítésében tapasztalható királyi nagylelkűség allegorikus jelenete kapott helyet.
A tér három oldalát árkádos házak szegélyezik, középen pedig egy diadalív jellegű építményen keresztül lehet a Rua Augustáról a térre lépni.

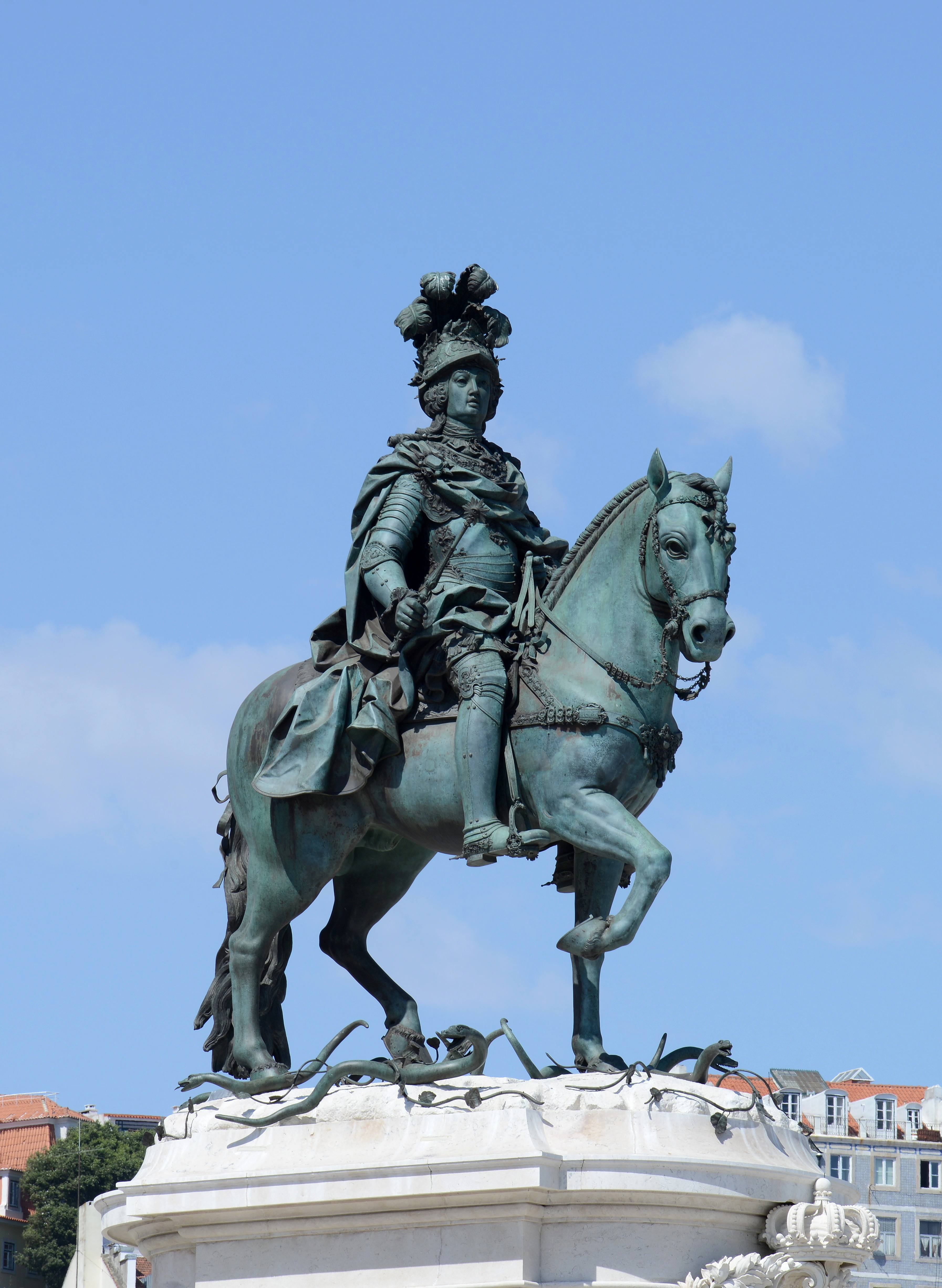
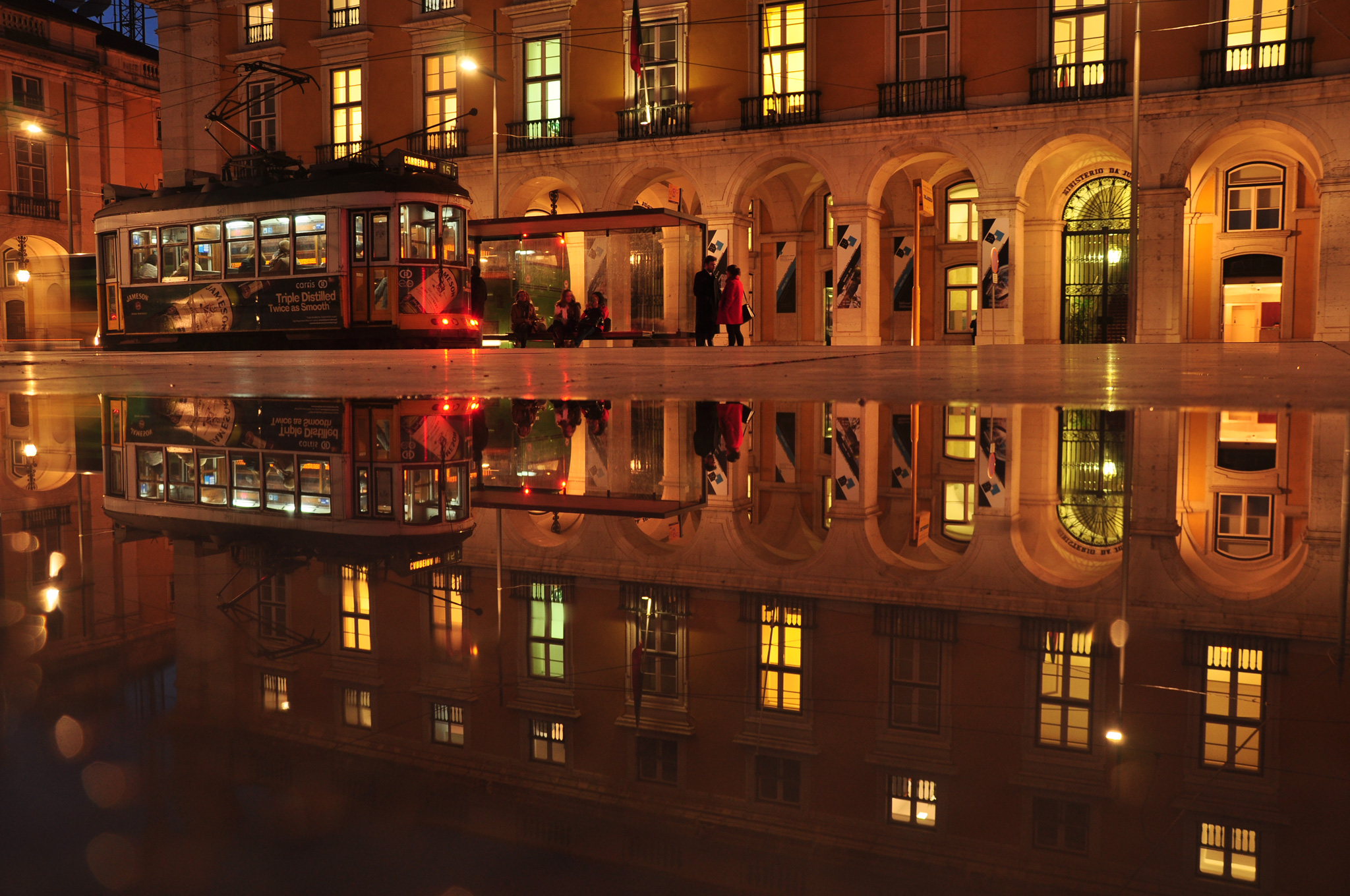
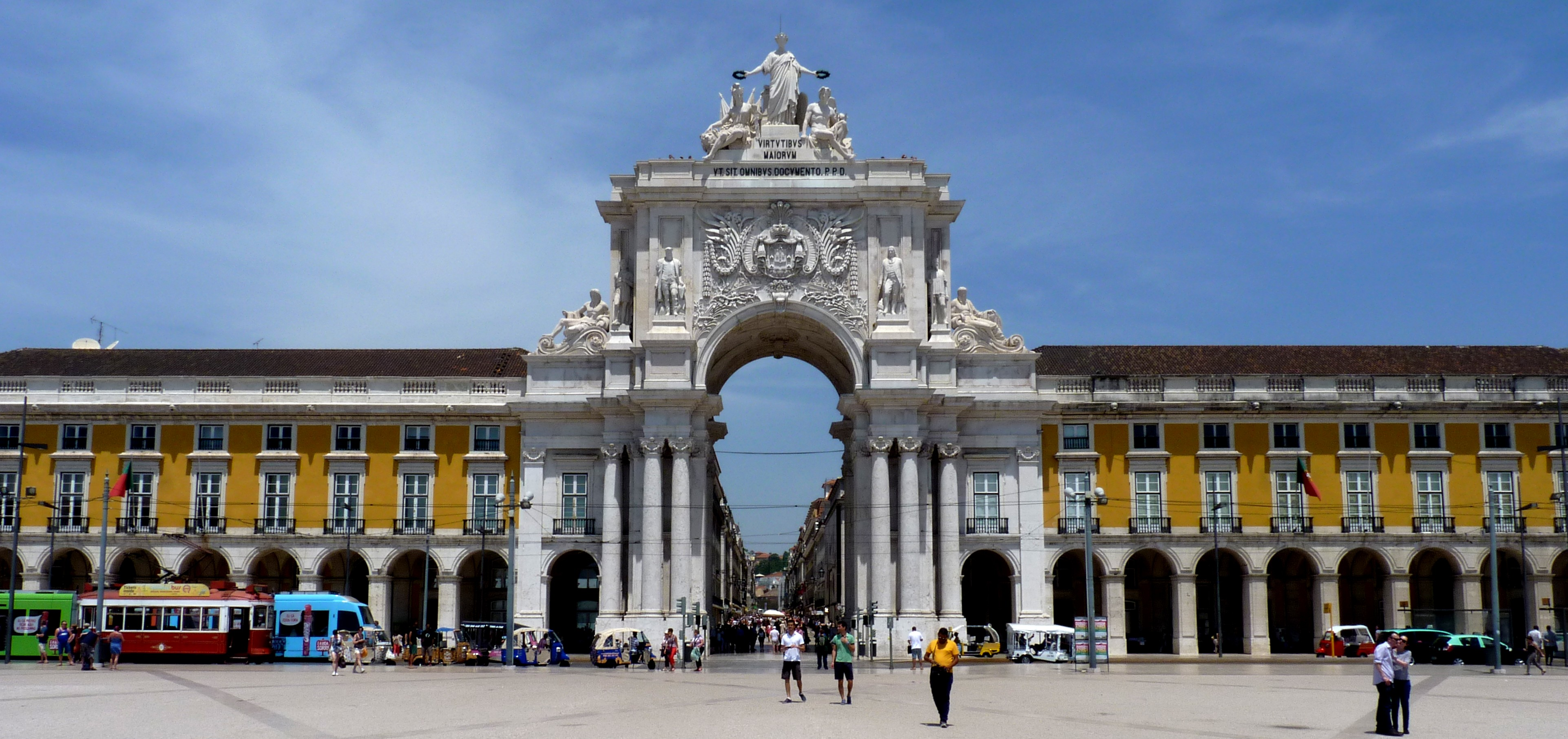
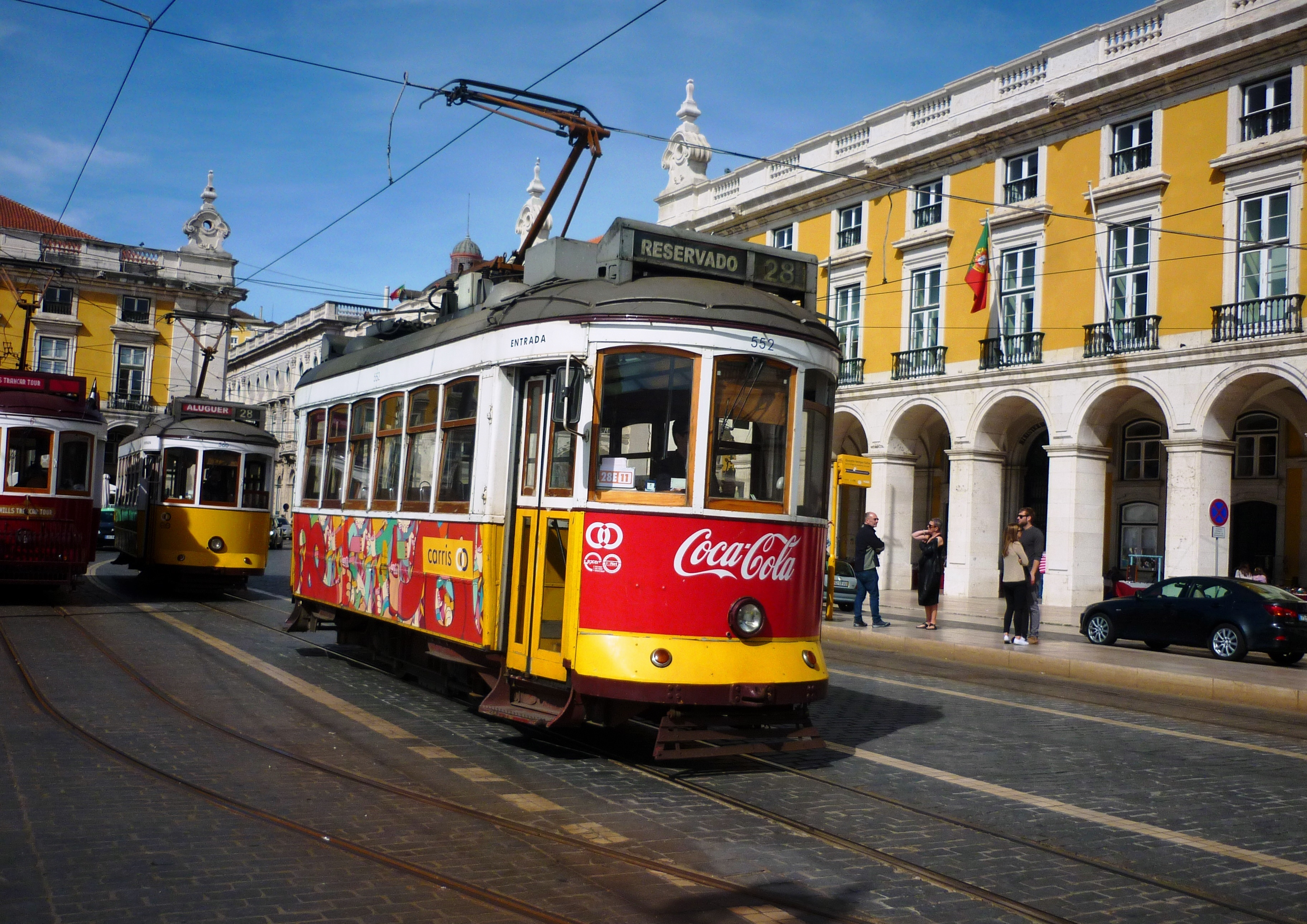